# 普利亚大区
普利亚（義大利語：Puglia），也译作阿普利亚，是意大利南部的一个大区，东邻亚得里亚海，东南面临爱奥尼亚海，南面则邻近奥特朗托海峡及塔兰托湾。该区南部知名的萨伦托半岛，组成了意大利「皮靴」的一部分。大区面积19,366km²，人口3,888,864人（2023年）。
该区还与其它意大利大区连接，北邻莫利塞大区，西临坎帕尼亚大区，及西南面的巴斯利卡塔大区。大区隔着亚得里亚海及爱奥尼亚海与希腊和阿尔巴尼亚相邻。大区扩展至北面远处的莫特—格加奴地区，是第二次布匿战争中最后一次围城所发生的地方。

## 历史
在古代只有该区北部被称为普利亚；南面则称作卡拉布里亚，被称呼为是意大利“皮靴”的脚尖。于公元前4世纪被罗马人征服之前，该区是古意大利人及希腊殖民者定居之地方。公元五世纪西罗马帝国灭亡之后，普利亚依次被东哥特人、伦巴第人及拜占庭帝国占据。
于11世纪，普利亚被诺曼人征服；罗伯特·吉斯卡尔（Robert Guiscard）于1059年建立了普利亚公国。于11世纪末诺曼人征服了西西里之后，巴勒莫取代了美菲（Melfi，现时普利亚西部）成为了诺曼统治权力的中心，之后普利亚仅仅只是起初的西西里王国，和接着的那不勒斯王国的一个省分。由12世纪未到13世纪早期，普利亚是都是霍亨斯陶芬王朝的皇帝喜爱的一个居住地点，特别是腓特烈二世。海岸地区后来被奥斯曼帝国及威尼斯人占领。于1861年，该区加入了意大利。
封建制度长期盛行于普利亚的农村地区；社会和农业的革命于19世纪进展缓慢，到20世纪中期进展的步伐才加快。
普利亚地区于11世纪－13世纪时的建筑特色受到古希腊、阿拉伯、诺曼人及比萨建筑风格的影响。于大区內，巴里及莱切市都設有大学。

## 地理
巴里是普利亚大区的首府，大区分成了数个省分（亦同时是那些省分的首府），包括巴里省、布林迪西省、福贾省、莱切省及塔兰托省。在2005年决定组成一个新省分巴列塔—安德里亚—特拉尼省（Barletta-Andria-Trani）。大区内主要是平原地带，大区内的低洼海岸则被北方格加奴山区阻断，区内的中北部都有山脉。

## 经济
普利亞在過去很長時間，都主要以農業為主，是全意大利發展比較遲緩地區之一。但自千禧年起，亦開始有一些工業園的設立，包括紡織、鋼鐵、機械、石油等等。意大利石油公司埃尼、汽車配件商Magneti Marelli和航天公司芬梅卡尼卡都有在普利亞設廠。